# 쿨리 로치
쿨리 로치(kuhli loach)는 열대어의 하나로, 민물에 서식하는 열대산 미꾸라지다.

## 묘사
쿨리 로치는 약간 가는 측면과 입 주위 4쌍의 수염을 지녔으며 작은 지느러미가 있다. 눈은 투명한 피부로 덮여있다. 몸통에는 10~15개 가량의 진한 갈색에서 검은 색의 세로 막대 무늬가 있으며, 그 사이는 분홍 혹은 노란색으로 배 부분이 밝은 색을 띤다. 성체는 7~10cm 가량이며 최대 14년까지 산다.